# 戈拉赫萨拉蒂亚恩
戈拉赫萨拉蒂亚恩（Gorah Salathian），是印度查谟-克什米尔邦Jammu县的一个城镇。总人口4121（2001年）。

## 人口
该地2001年总人口4121人，其中男性2119人，女性2002人；0—6岁人口426人，其中男255人，女171人；识字率81.92%，其中男性为86.36%，女性为77.22%。